# Дембіна (гміна Осьякув)
Дембіна (пол. Dębina) — село в Польщі, у гміні Осьякув Велюнського повіту Лодзинського воєводства.
Населення — 159 осіб (2011).
У 1975—1998 роках село належало до Серадзького воєводства.

## Демографія
Демографічна структура станом на 31 березня 2011 року:
|          | Загалом | Допрацездатний вік | Працездатний вік | Постпрацездатний вік |
| -------- | ------- | ------------------ | ---------------- | -------------------- |
| Чоловіки | 81      | 24                 | 46               | 11                   |
| Жінки    | 78      | 19                 | 38               | 21                   |
| Разом    | 159     | 43                 | 84               | 32                   |